# Tetrastichus murakamii
Tetrastichus murakamii is een vliesvleugelig insect uit de familie Eulophidae. De wetenschappelijke naam is voor het eerst geldig gepubliceerd in 1983 door Sugonjaev.